# Cantonul Froissy
Cantonul Froissy este un canton din arondismentul Clermont, departamentul Oise, regiunea Picardia, Franța.

## Comune
| Comune                   | Populație (1999) | Cod poștal | Cod INSEE |
| ------------------------ | ---------------- | ---------- | --------- |
| Abbeville-Saint-Lucien   | 556              | 60480      | 60003     |
| Bucamps                  | 128              | 60480      | 60113     |
| Campremy                 | 332              | 60480      | 60123     |
| Froissy                  | 909              | 60480      | 60265     |
| Hardivillers             | 533              | 60120      | 60299     |
| Maisoncelle-Tuilerie     | 248              | 60480      | 60377     |
| Montreuil-sur-Brêche     | 440              | 60480      | 60425     |
| La Neuville-Saint-Pierre | 140              | 60480      | 60457     |
| Noirémont                | 132              | 60480      | 60465     |
| Noyers-Saint-Martin      | 709              | 60480      | 60470     |
| Oursel-Maison            | 183              | 60480      | 60485     |
| Puits-la-Vallée          | 195              | 60480      | 60518     |
| Le Quesnel-Aubry         | 127              | 60480      | 60520     |
| Reuil-sur-Brêche         | 206              | 60480      | 60535     |
| Saint-André-Farivillers  | 449              | 60480      | 60565     |
| Sainte-Eusoye            | 229              | 60480      | 60573     |
| Thieux                   | 387              | 60480      | 60634     |